# Саги про єпископів
Саги про єпископів (норв. Biskupa sögur) — різновид середньовічних ісландських саг тринадцятого і раннього чотирнадцятого століття, які розповідають про єпископів двох середньовічних єпархій Ісландії — Скагольт і Голар.

## Художні особливості
Завданням саг про єпископів було в першу чергу прославляння католицької церкви і святих. Для цього активно використовувався мотив «чудес» (ісл. Jarteikn, досл. «знак», «знамення»). Манера оповіді в порівнянні з «Сагами про ісландців» було більш вибірковою і сухою.

## Саги про єпископів Скагольт
- Hungrvaka (короткі біографії перших п'яти єпископів Скалольту, 1056—1176)
- Þorláks saga helga (три редакції, включаючи найдавнішу інформацію про єпархію)
- Páls saga biskups (сага про спадкоємця Йорлака Páll Jonnsson, пом. 1211)
- Árna saga biskups (складена близько 1300 р. Про Арні Торлаксона, помер 1298 р.)

## Саги про єпископів Голар
- Jóns saga helga (про Йона Огмундсона, 1052—1121, у кількох різних версіях)
- Guðmundar saga biskups (про Гурмундура Арасона, 1161—1237, у кількох різних версіях)
- Laurentius Saga (остання з біскупського сегуру, про Ларентіус Кальфсон, 1267-31)